# Druga wojna baronów
Druga wojna baronów – trwająca w latach 1264–1267 wojna domowa w Anglii między baronami pod przywództwem Szymona z Montfort a przyszłym królem Edwardem I.

## Przyczyny
Niezadowolenie części angielskich baronów z rządów króla Henryka III oraz jego zabiegi o dodatkowe fundusze zbiegły się z klęską głodu, co wywołało kryzys społeczny.
Urodzony we Francji Szymon z Montfort był początkowo jednym ze znienawidzonych „zagranicznych doradców” Henryka. Jednakże odziedziczywszy po matce tytuł hrabiego Leicester, ożenił się, za zgodą króla, lecz bez zezwolenia baronów, z jego siostrą, Eleonorą. Jako że ożenek członka rodziny królewskiej był sprawą stanu, doszło do zaognienia stosunków z angielską szlachtą, której szczyt miał miejsce w latach 50. XIII wieku – Montfort został postawiony przed trybunałem za czyny jakich dopuścił się jako zarządca Gaskonii, ostatniego terytorium należącego do Plantagenetów za La Manche.
Henryk wplątał się również w finansowanie wojny papieża Innocentego IV przeciw Hohenstaufom na Sycylii – zapłatą za to miała być korona królestwa Sycylii dla jego syna, Edmunda. Wywołało to niepokój baronów, obawiających się, że Henryk idzie w ślady ojca, Jana bez Ziemi; kiedy skończyły się pieniądze papież unieważnił umowę i przyobiecał koronę Karolowi I Andegaweńskiemu.
Montfort stał się przywódcą stronnictwa domagającego się potwierdzenia „Wielkiej Karty Swobód” i przyznania większej władzy baronom. W 1258 roku siedmiu baronów zmusiło króla do zaakceptowania „Prowizji oksfordzkich”, kończących absolutystyczną monarchię anglonormańską i przekazujących władzę radzie 24 baronów; był to zaczątek angielskiego parlamentu.
Henryk został zmuszony do wzięcia udziału zaprzysiężeniu „Prowizji”. W ciągu następnych lat poplecznicy Montforta, w tym franciszkańscy doradcy, skupili się wokół Adama z Marsh; królewscy lojaliści stawali się zaś coraz bardziej podzieleni. W 1261 roku Henryk uzyskał papieską bullę zwalniającą go z przysięgi. Obie strony zaczęły zbierać wojska – przywódcą rojalistów został królewicz Edward, najstarszy syn Henryka.

## Przebieg
Wojskom charyzmatycznego Montfort udało się opanować większość południowo-wschodniej Anglii do 1263 roku; w 1264 roku pod Lewes Henryk został pokonany i wzięty do niewoli. W czasie gdy ten ostatni piastował stanowisko marionetkowego władcy, Montfort rozszerzał zasięg reprezentacji parlamentarnej, włączając do zgromadzenia przedstawicieli poszczególnych hrabstw i ważniejszych miast. Henryk i Edward pozostawali pod aresztem domowym. Przedsięwzięte przez Montforta reformy wywołały niechęć popierających go baronów, którzy doszli do wniosku, iż posunął się zbyt daleko.
Zaledwie piętnaście miesięcy później Edwardowi udało się zbiec z aresztu i zebrać armię. W 1265 roku pod Evesham pokonał i zabił Montforta. Syn zabitego, również Szymon, próbował wynegocjować kapitulację, którą jednak odrzucili poplecznicy ojca. Impas miał kulminację w sześciomiesięcznym oblężeniu Kenilworth, zakończonym zwycięstwem rojalistów. Wojskom Montforta zezwolono na opuszczenie zamku z bronią i konno.
Po zwycięstwie władza została przywrócona w ręce Henryka, który krwawo rozprawił się z buntownikami. Oszacowana liczba ofiar tej wojny to 15 000.

## Wydarzenia
- 1261 – król Henryk III zyskuje bullę papieską, zwalniającą go z przestrzegania zaprzysiężonych „Prowizji oxfordzkich”
- 1264 – przed majem. Rozpoczyna się wojna
- 1264 – 14 maja. Bitwa pod Lewes. U jej krańca siły Montforta chwytają zarówno króla Henryka, jak i jego syna Edwarda.
- 1265 – 20 stycznia. W Pałacu Westminsterskim zasiada pierwszy angielski parlament.
- 1265 – 28 maja. Przyszły król Edward I ucieka z niewoli.
- 1265 – 4 sierpnia. Bitwa pod Evesham; Edward pokonuje i zabija Montforta.
- 1266 – nieznana data. Bitwa pod Chesterfieldem – siły królewskie pokonują hrabiego Derby.
- 1266 – październik. Poplecznicy zabitego Montforta próbują układać się z królem.
- 1267 – Koniec wojny.